# مطثية منتجة للخلون والبوتيل

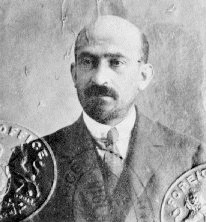
حاييم وايزمان

المطثية الأسيتوبوتيلية أو مطثية منتجة للخلون والبوتيل[بحاجة لمصدر] (الاسم العلمي: Clostridium acetobutylicum) هي نوع من البكتيريا يتبع جنس المطثية من الفصيلة المطثاوية. تسمى بكتيريا الكلوستريديوم الأسيتوبوتيلي أيضا بكائن وايزمان نسبة إلى اليهودي الروسي المولد حاييم وايزمان.

## روابط خارجية
- ATCC reference organism 824 C.Acetobutylicum.
- findarticles.com: Bacteria speeds drug to tumors - use of Clostridium acetobutylicum enzyme to activate cancer drug CB 1954.
- EPA Clostridium acetobutylicum Final Risk Assessment
- Carolina Bio Supply Living Culture Order Page[وصلة مكسورة]
- Genetic Engineering of Clostridium acetobutylicum for Enhanced Production of Hydrogen Gas: جامعة ولاية بنسلفانيا.
- Pathema-Clostridium Resource
- Chaim Weizmann
- Type strain of Clostridium acetobutylicum at BacDive - the Bacterial Diversity Metadatabase